# Sifu (jogo eletrônico)
Sifu é um jogo eletrônico de ação-aventura e beat 'em up desenvolvido e publicado pelo estúdio francês Sloclap. Foi lançado em 8 de fevereiro de 2022 para Microsoft Windows, PlayStation 4 e PlayStation 5 e depois lançado para Nintendo Switch, Xbox One e Xbox Series X/S. O jogo recebeu avaliações positivas da crítica, e vendeu mais de um milhão de unidades até março de 2022.

## Jogabilidade
Sifu é um jogo eletrônico de ação-aventura e beat 'em up jogado a partir de uma perspectiva em terceira pessoa. O jogo, inspirado no mestre em artes marciais Pai Mei, inclui mais de 150 ataques únicos. Movimentos básicos de ataque podem ser encadeados, embora alguns combos possam conceder aos jogadores oportunidades táticas adicionais, como derrubar inimigos ou atordoá-los. O protagonista e todos os personagens e inimigos hostis possuem um "medidor estrutural". Quando o medidor estiver completamente cheio, a guarda desses personagens quebrará e eles ficarão vulneráveis a ataques finais. Os jogadores também podem bloquear ataques, embora isso preencha gradualmente seu medidor. Alternativamente, os jogadores também podem evitar ataques ou aparar quando um inimigo está prestes a desferir um golpe. Um desvio bem-sucedido permite que o jogador atordoe o inimigo ou jogue-o em uma direção específica. O jogo permite que os jogadores aproveitem o ambiente e improvisem novos ataques ou alterem sua estratégia diante de um oponente mais forte. Por exemplo, o jogador pode chutar um inimigo de uma borda ou utilizar vários objetos como armas improvisadas. O último inimigo em uma seção de combate às vezes pode entrar em um estado de frenesi descontrolado, essencialmente se tornando um minichefe. Ocasionalmente, o jogador pode ser apresentado a opções de diálogo, o que pode permitir que ele evite o combate por completo, dependendo de sua escolha de palavras.
Quando o jogador morre no jogo, ele é magicamente ressuscitado no local onde morre e envelhece vários anos. À medida que o personagem do jogador envelhece, seus ataques serão mais poderosos, mas ele terá menos vida. Os jogadores encontrarão santuários, que serão o local onde eles curam e desbloqueiam novas habilidades. Eles também podem visitar o "wuguan", uma escola de kung fu, para praticar suas habilidades entre os níveis. As habilidades são perdidas quando o personagem do jogador morre, embora seja possível desbloquear atualizações permanentementes para que elas fiquem disponíveis no início de cada partida. À medida que o jogador completa várias partidas, ele pode acessar o "quadro de detetive", onde as informações coletadas em diferentes partidas serão armazenadas, e áreas secretas e atalhos podem se abrir.

## Sinopse
Um estudante de kung fu se propõe a cumprir uma vingança desejada ao longo de sua vida: caçar e derrotar os cinco assassinos que mataram brutalmente sua família. O jogo se passa em uma cidade chinesa moderna e é principalmente ambientado na realidade, embora exista magia no mundo, pois o protagonista possui um talismã mágico que o revive sempre que sofre uma lesão fatal em combate, com a desvantagem de que ele envelhece um número de anos com cada ressurreição e acabará morrendo quando a magia do talismã for usada em uma idade avançada.

## Desenvolvimento
O jogo foi desenvolvido pela Sloclap, que lançou anteriormente seu primeiro jogo de luta, Absolver, em 2017. Ao contrário de Absolver, Sifu não possui modo multijogador, pois a equipe queria se concentrar no desenvolvimento da jogabilidade e não queria gastar tempo desenvolvendo a infraestrutura necessária para jogos on-line. O jogo foi inspirado em filmes de kung fu estrelados por Jackie Chan, onde Chan é mostrado derrotando vários inimigos sozinho. O termo "sifu" refere-se a "mestre" em chinês, e o estilo de combate apresentado no jogo é baseado no estilo de Pai Mei. A equipe consultou Benjamin Culos, um mestre de kung fu de Pai Mei, para garantir que o jogo fosse autêntico. O jogo enfatiza o "domínio através da prática", um valor chave do kung fu que se reflete através do sistema de envelhecimento. O jogo também foi projetado para ser difícil e apresenta uma curva de aprendizado acentuada, pois a equipe sentiu que os jogadores não ganhariam uma sensação de domínio se a experiência de jogo fosse muito fácil.
A Sloclap anunciou oficialmente o jogo em fevereiro de 2021, durante a transmissão ao vivo do State of Play, da Sony. A equipe inicialmente planejou lançar o jogo em 2021, mas foi adiado para o ano seguinte a fim de aprimorá-lo ainda mais e evitar sobrecarregar a equipe. Sifu foi lançado em 8 de fevereiro de 2022 para Microsoft Windows através da Epic Games Store, PlayStation 4 e PlayStation 5. Os jogadores que compraram a Deluxe Edition puderam acessar o jogo 48 horas antes e receber um livro de arte digital e a trilha sonora original composta por Howie Lee.

## Recepção
Sifu recebeu avaliações "geralmente favoráveis", de acordo com o agregador de resenhas Metacritic.
A IGN chamou o jogo de "totalmente intransigente em seu design" e elogiou a sua narrativa, combate, controle áptico, ambientação e estrutura, apesar de notar pequenos problemas com a câmera. A Destructoid chamou-o de "uma batalha constante e difícil" e "intensamente recompensadora", concluindo: "Sifu é um desafio que vale a pena enfrentar e superar. É uma história de vingança com um pouco de coração no final e, embora não possa pousar perfeitamente, possui muito estilo e ação que vale a pena apoiá-lo." A análise da Game Informer foi um pouco menos positiva sobre a estrutura do jogo, elogiando seu combate por se afastar dos padrões, mas criticando a sua rotina cansativa.
A GameSpot elogiou fortemente os dois modos de combate do jogo, afirmando que eles são impactantes, e também elogiou a mecânica criativa de envelhecimento, bem como a falta de uma sensação de repetitividade devido à suas lutas dinâmicas. O sistema de câmeras, a história, os personagens e os elementos investigativos receberam algumas críticas. A GamesRadar+ escreveu positivamente sobre o jogo, elogiando sua curva de aprendizado, estética e rejogabilidade, ao mesmo tempo que criticou sua curta duração e variedade limitada de inimigos. A Push Square deu ao jogo oito estrelas de dez, da mesma forma elogiando seu combate, sensação recompensadora, apresentação, direção de arte, level design e trilha sonora, enquanto criticava a injustiça ocasional na jogabilidade de tentativa e erro, e sua câmera instável.

### Vendas
Sifu vendeu mais de 500 mil cópias em 48 horas de seu lançamento. O jogo vendeu mais de 1 milhão de unidades até março de 2022.